# Appenthal
Appenthal ist ein Ortsteil der Ortsgemeinde Elmstein im rheinland-pfälzischen Landkreis Bad Dürkheim, innerhalb derer er mit rund 500 Einwohnern nach Iggelbach die zweitgrößte Annexe bildet.

## Geographische Lage
Appenthal liegt inmitten des Pfälzerwalds im Elmsteiner Tal unmittelbar östlich des Kernorts auf einer Höhe von 216 m ü. NHN im Tal des Speyerbachs, der durch den Ort fließt. Zu Appenthal gehören unter anderem die Mühlstraße und die Talstraße. Letztere führt zur Annexe Harzofen. Östlich erhebt sich die 412,1 m hohe Ehscheid und nordwestlich der Weihersberg (331 m).

## Geschichte
Seinen Siedlungsursprung hat die Gemeinde ihrem Namen nach an der Einmündung des von Norden kommenden Appentals ins Speyerbachtal, wo sich auch heute noch das Zentrum befindet. Der Ortsname ist abgeleitet von einer alten pfälzischen Bezeichnung für die Feldulme, die je nach Gegend „Effer“, „Affer“ oder „Apper“ genannt wurde. Dies lässt darauf schließen, dass Ulmen im Tal des Speyerbachs und seiner Zuflüsse zumindest während der Phase der Namensfindung recht häufig waren.
Gegen Ende des 15. Jahrhunderts wurde die örtliche Wallfahrtskirche St. Maria erbaut, deren Saalbau im Gefolge der Reformation verfiel, während der Turm als Ruine überdauerte. Sie gehörte zur Pfarrei Elmstein. Kurfürst Philipp der Aufrichtige dotierte hier zwei Priesterpfründen zur permanenten Seelsorge. Sein Sohn, Kurfürst Ludwig V., stiftete laut einer undatierten Urkunde um 1510 eine allwöchentliche Vigil mit Seelenmesse „für die frommen Besucher und Guttäter“ der Wallfahrtskirche. 1928 hatte Appenthal 314 Einwohner, die in 47 Wohngebäuden lebten. Sowohl die Katholiken als auch die Protestanten gehörten seinerzeit zu den entsprechenden Pfarreien von Elmstein.

## Sehenswürdigkeiten und Kultur
Die Reste der Marienkirche prägen als Alter Turm das Ortsbild. Mit dem
Förderkreis Kirchenruine Appenthal existiert vor Ort ein Verein, der sich dem Erhalt dieses Bauwerks verpflichtet sieht. Mit dem Alten Turm, einem historischen Glockentürmchen sowie einem Fachwerkwohnhaus, das in der Talstraße steht, gibt es insgesamt drei Objekte, die als Kulturdenkmäler eingestuft sind. Appenthal verfügt über einen Friedhof; am südöstlichen Ortsrand liegt der Sportplatz des VfL Elmstein.
Am Anfang der 1970er Jahre entstand am südlichen Siedlungsrand eine Künstlerkolonie ähnlich wie in Worpswede oder Darmstadt. Von dieser Kolonie sind drei Häuser übrig geblieben, in denen eine Malerin, eine Töpferin und eine Intarsienkünstlerin wirken.
Südöstlich des Siedlungsgebiets steht in unmittelbarer Nähe der Bahnstrecke und des Speyerbachs der Ritterstein 251, der die Aufschrift „Hecker-Brücke“ trägt. Hintergrund war der Brückenbau von 1869 über den Speyerbach. Um diesen durchzusetzen, gab es zuvor eine Demonstration unter der Führung eines Talbewohners, der vor Ort „Hecker“ genannt wurde in Anlehnung an den 1848er Revolutionär Friedrich Hecker.

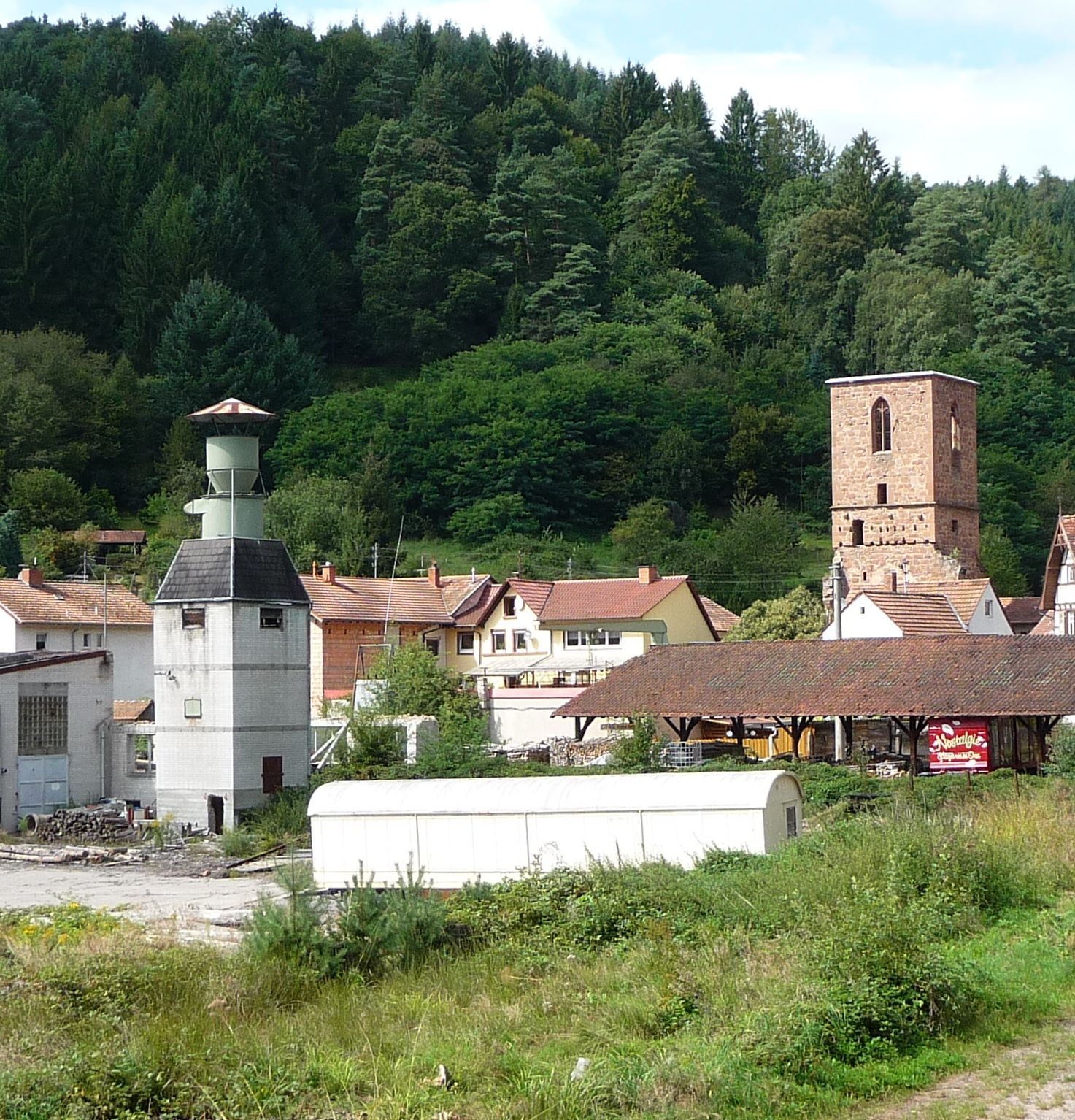
Industriebrache abseits der L 499
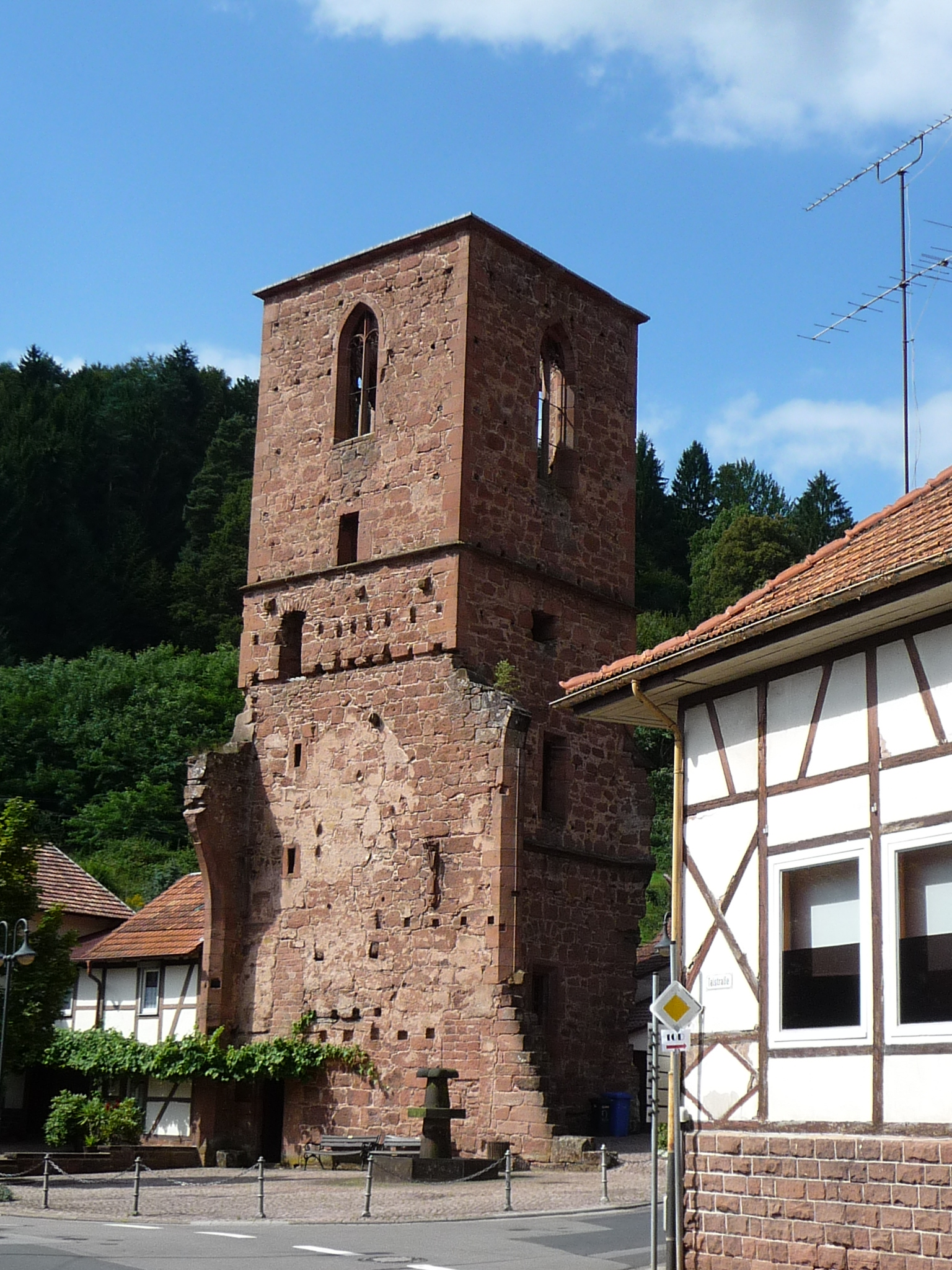
Ruine des Alten Turms
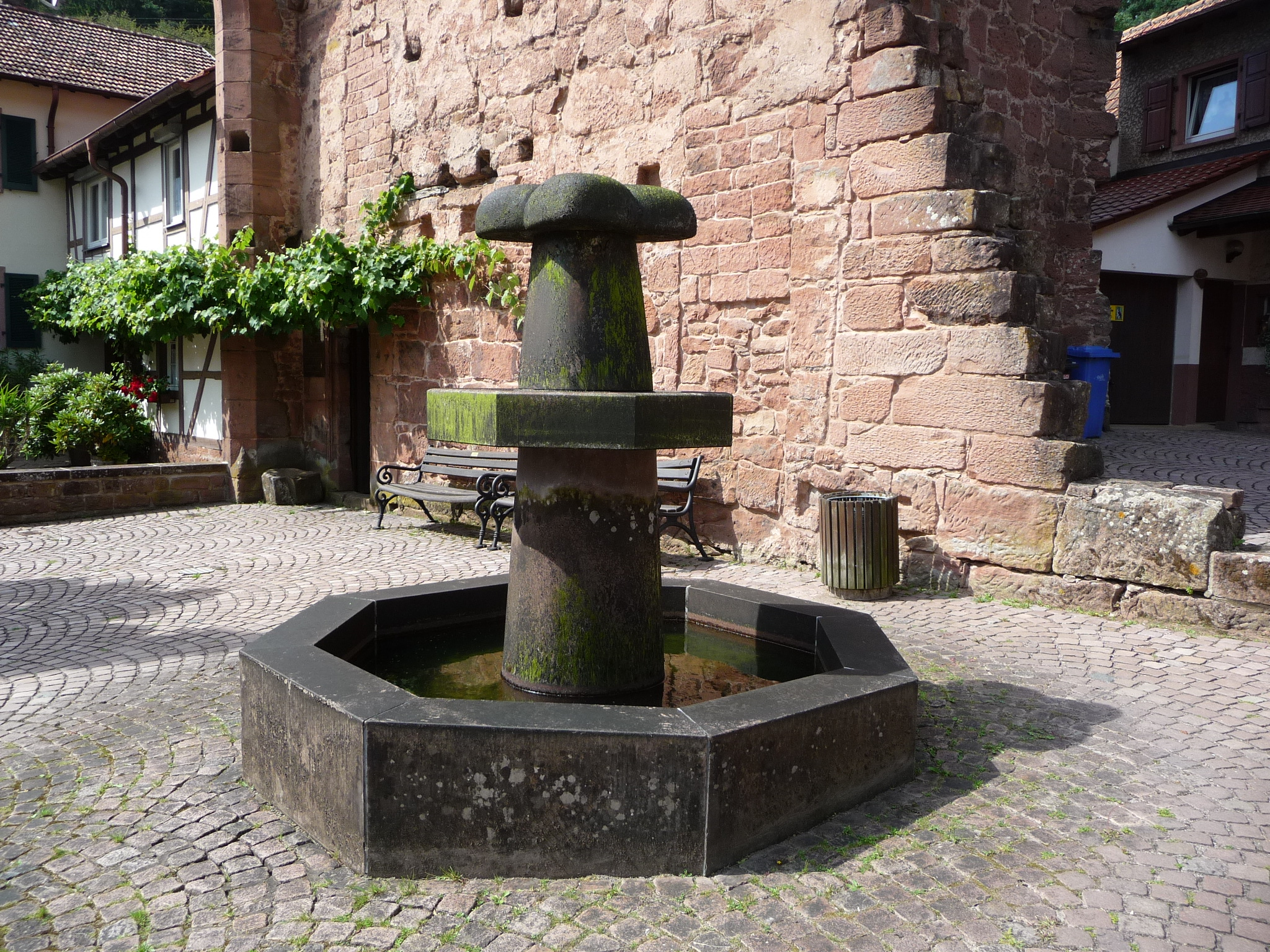
Brunnen vor dem Alten Turm
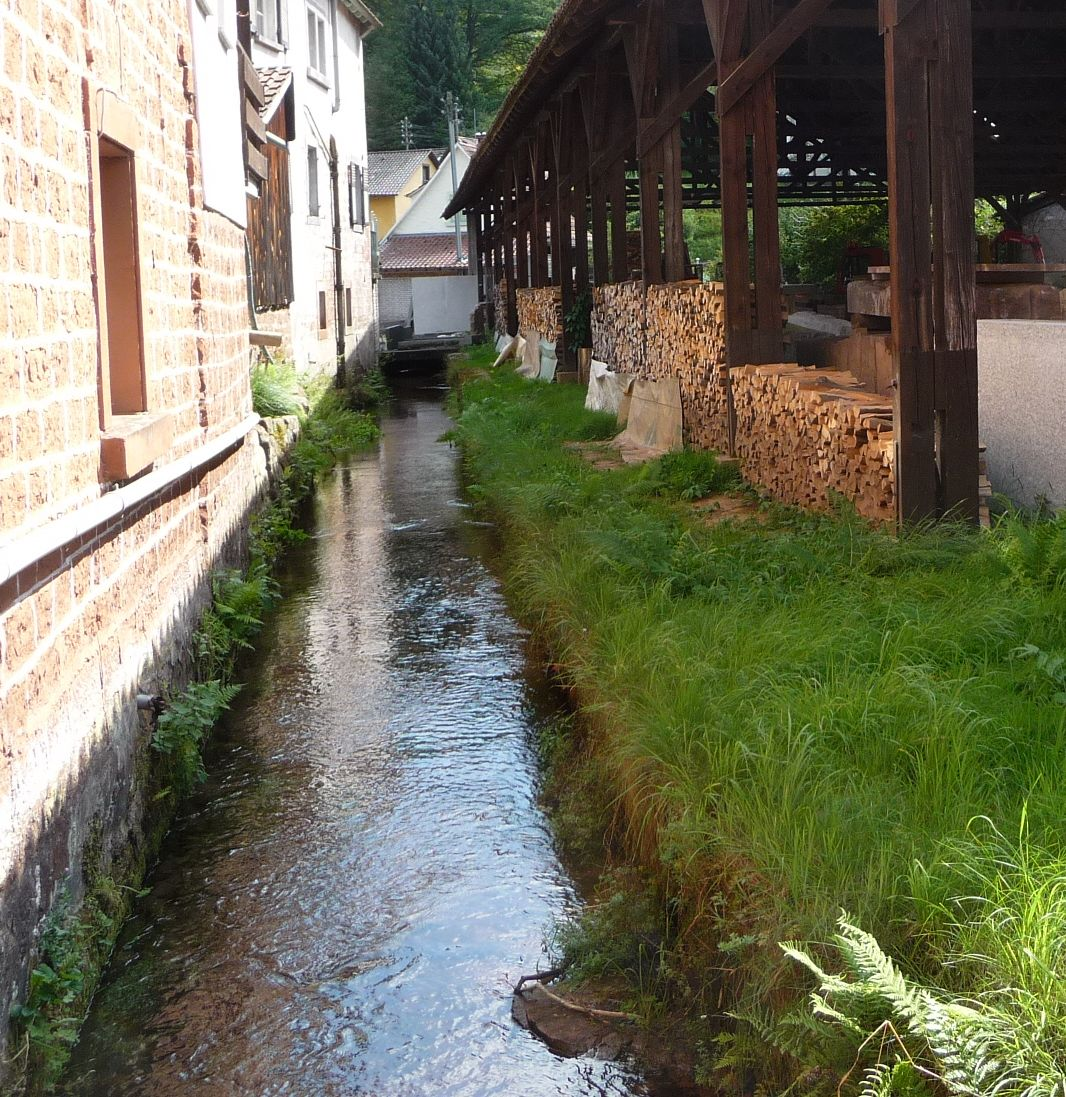
Speyerbach
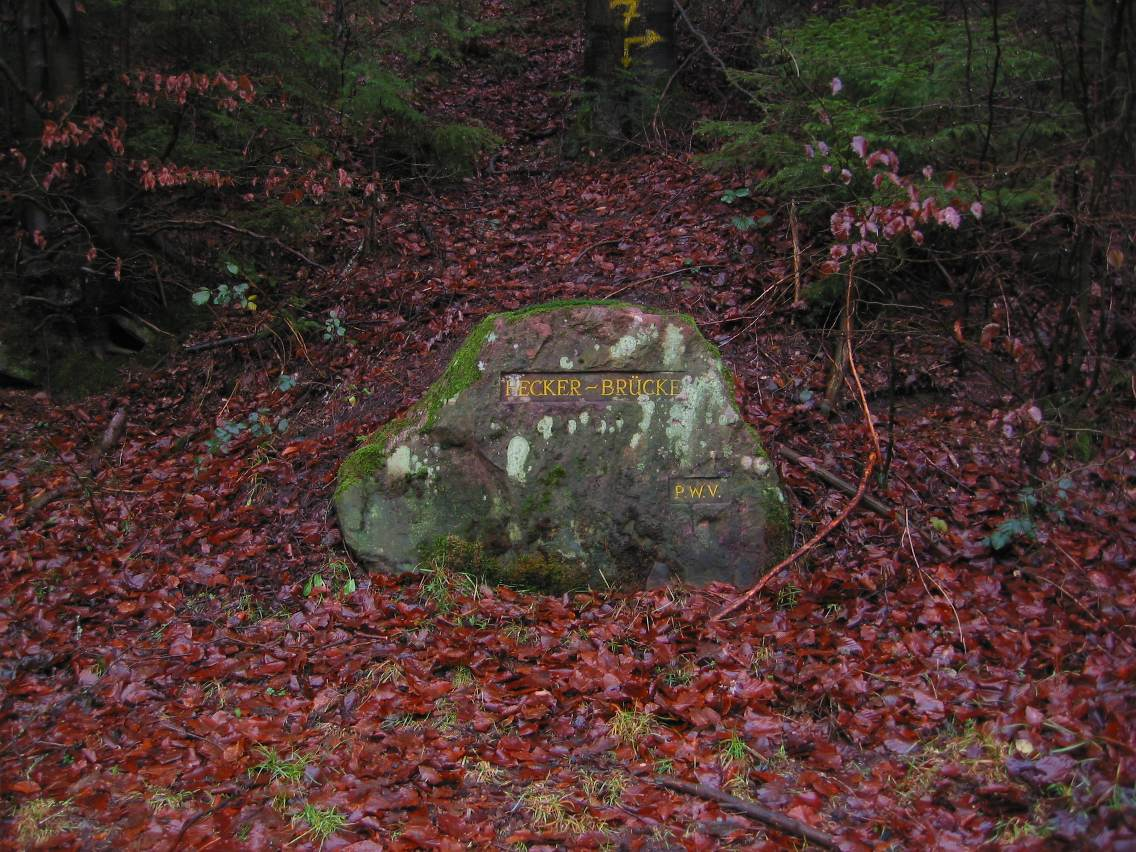
Ritterstein 251 an der Hecker-Brücke

## Verkehr
Das 1909 eröffnete und in Elmstein endende Kuckucksbähnel brachte auch für Appenthal eine Verbesserung der Verkehrsverhältnisse mit sich; mittlerweile dient es ausschließlich dem Museumsverkehr. Obwohl die Bahnstrecke den Ort passiert, besaß dieser aufgrund der geringen räumlichen Distanz zum Bahnhof Elmstein nie einen Bahnhalt.
Die Landesstraße 499, die Elmstein nach Osten an die Bundesstraße 39 und nach Westen an die Bundesstraße 48 anschließt, führt ebenfalls durch Appenthal. Von dieser zweigt vor Ort die Kreisstraße 22 ab, die nach Harzofen führt.
An der Landesstraße existiert eine Haltestelle der Buslinie 517, die den Ort Neustadt an der Weinstraße und Iggelbach verbindet. Während der Sommersaison bindet sie zusätzlich Johanniskreuz und Speyerbrunn an.   Appenthal liegt am Fernwanderweg Saar-Rhein-Main, der mit einem gelben Kreuz markiert ist.